# Asobara vastifica
Asobara vastifica är en stekelart som först beskrevs av Papp 1967.  Asobara vastifica ingår i släktet Asobara och familjen bracksteklar. Inga underarter finns listade.